# Катастрофа автобуса у Сьера
Катастро́фа авто́буса у Сье́ра — дорожно-транспортное происшествие, произошедшее 13 марта 2012 года в тоннеле около города Сьер (кантон Вале, Швейцария). Туристический автобус, перевозившей группу школьников, врезался в стену тоннеля. Из 52 человек, находившихся в автобусе, погибло 28, включая всех взрослых и 22 ребёнка, остальные получили травмы различной степени тяжести. Автокатастрофа явилась одной из крупнейшей в Швейцарии.

## Обстоятельства
Группа из 46 школьников и четырёх учителей из бельгийских городов Хеверле (Лёвенский округ провинции Фламандский Брабант) и Ломмел (провинция Лимбург) провела несколько дней на лыжном курорте в долине Аннивье и 13 марта 2012 года возвращалась домой на автобусе.
Перевозка осуществлялась бельгийской компанией «Top Tours» на туристическом автобусе марки «Altano» производства «Van Hool». Маршрут проходил по автомагистрали A9, через Сьерский тоннель. В нём проезжие части встречных направлений проходят в отдельных тоннелях, каждая имеет две полосы.
Через примерно полчаса после отправления, при проезде тоннеля, около 21:15 местного времени (CET), автобус сместился вправо, задел бордюрный камень, а затем врезался в выступ стены в конце кармана безопасности. Передняя часть машины была сильно повреждена, некоторые пострадавшие были зажаты обломками. Боковые и задние стёкла автобуса позднее были разбиты спасателями для обеспечения доступа к пассажирам.
Для спасения пострадавших привлекались крупные силы специалистов и техники. В операции участвовали восемь вертолётов воздушной скорой помощи, более 10 машин скорой помощи, три тягача и около 200 спасателей, пожарных, медиков и психологов. Пострадавшие были доставлены в больницы кантона Вале, тяжело раненые — перевезены по воздуху в госпитали Берна и Лозанны.

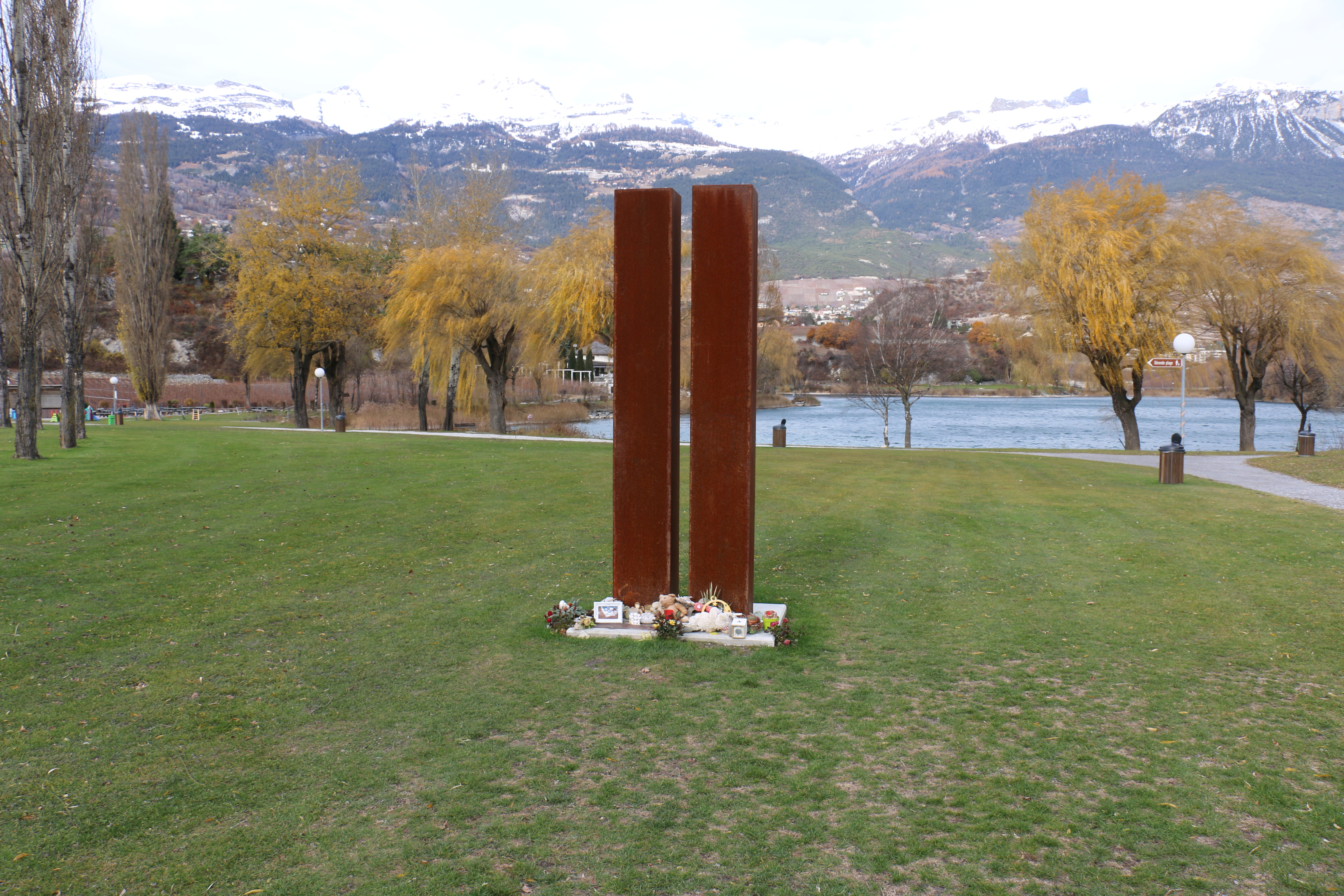
Монумент в память о 28 жертвах, в том числе 22 детей, погибших в аварии автобуса в марте 2012 года в Вале.

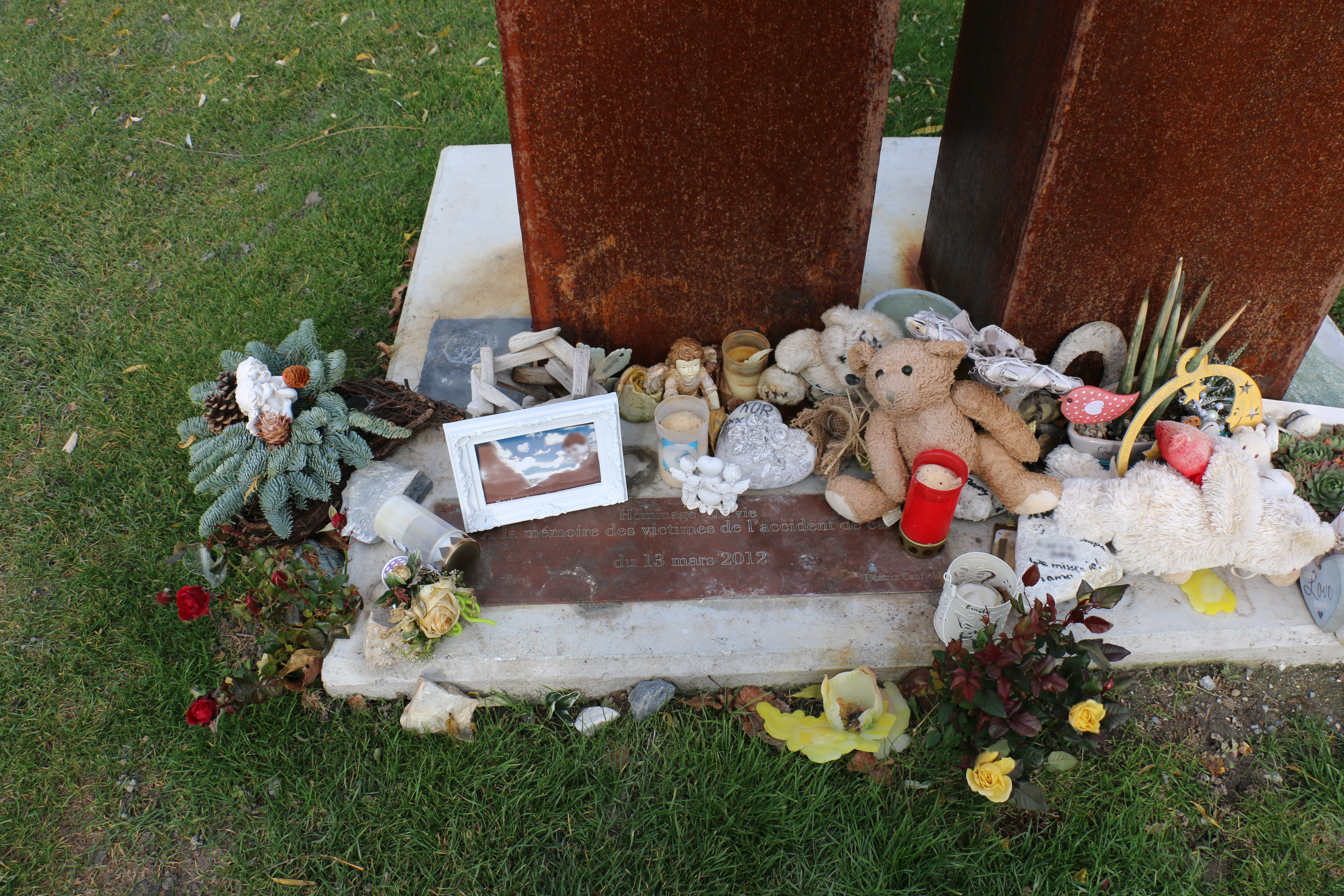
Мемориал открыт через три года после драмы в Сьере.

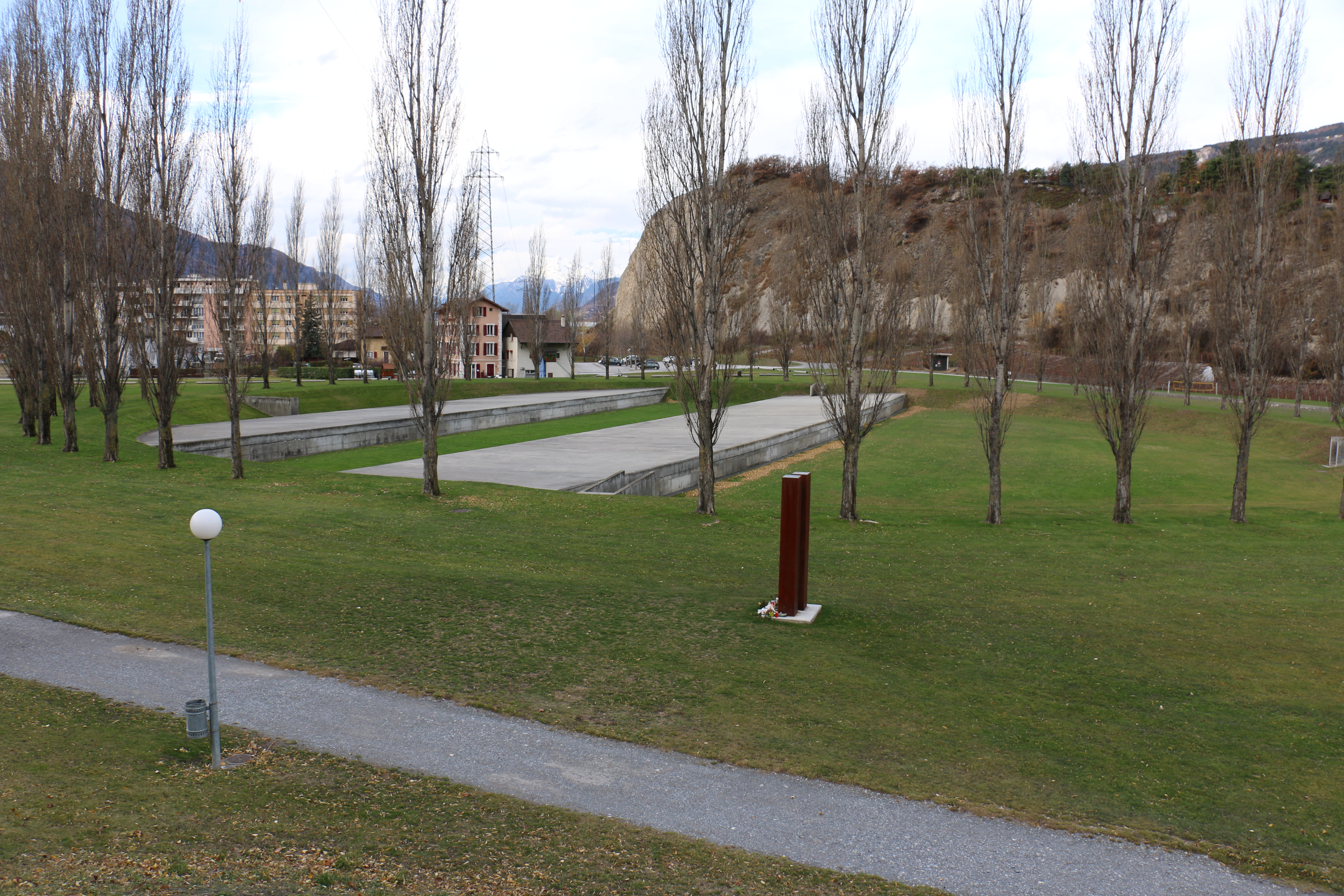
Парк им. Огюста Пикара в Сьере с кругом деревьев над туннелем.

## Погибшие и пострадавшие
В автобусе находилось 52 человека — 46 детей (11—12 лет), четверо учителей (от 40 до 70 лет) и двое водителей (35 и 52 лет). Большинство пассажиров были бельгийцами, один ребёнок имел двойное бельгийско-британское гражданство. Все дети-иностранцы являются резидентами Бельгии, где работают их родители.
При аварии погибли все взрослые и 22 ребёнка. 15 ребят и двое учителей были из Ломмеля.
| Страна                  | Пассажиры | Погибшие | Пострадавшие |
| ----------------------- | --------- | -------- | ------------ |
| Бельгия                 | 39        | 21       | 18           |
| Нидерланды              | 10        | 6        | 4            |
| Бельгия/ Великобритания | 1         | 1        | 0            |
| Германия                | 1         | 0        | 1            |
| Польша                  | 1         | 0        | 1            |
| Всего                   | 52        | 28       | 24           |

Из 24 пострадавших детей на 15 марта трое находились в критическом состоянии, один — в тяжёлом. После поступления в больницы 16 пациентам было выполнено более 50 операций. Основными травмами явились переломы рук и ног.
16 марта группа из 8 человек, получивших лёгкие травмы, вернулась в Бельгию. Тяжесть травм троих детей, находящихся в Лозанне, не позволяет произвести их транспортировку.

## Причина
Причина, по которой автобус врезался в стену тоннеля, не установлена, ведётся расследование.
Экспертизами были отклонены версии об опьянении водителя, произошедшего с ним сердечного приступа или иного внезапного расстройства здоровья. Также было установлено, что автобус не превышал установленного в этом месте ограничения скорости в 100 км/ч. Автобус был новым, его техническое обслуживание проводилось хорошо. Компания-владелец, по словам министра транспорта Бельгии, имела «превосходную репутацию». В момент удара все дети были пристёгнуты ремнями безопасности, однако некоторые сиденья сорвались с креплений.
Исследование записей камер наружного наблюдения в тоннеле показало, что в ДТП не участвовало никаких других машин, дорога была сухой.
По имеющимся свидетельствам, незадолго перед аварией один из учителей прошёл в начало автобуса с диском, который он передал водителю, чтобы тот вставил его во встроенную DVD-систему автобуса. Предполагается, что эти действия могли привести к кратковременной потере внимания водителем, из-за чего машина ударилась о бордюр, а затем врезалась в стену тоннеля. Однако следствие не подтверждает эту версию.
Большое количество жертв связывают с конструкцией кармана безопасности — стена в его окончании расположена перпендикулярно движению, из-за чего столкновение стало лобовым.

## Реакция
Происшествие привлекло значительное внимание в Европе и других странах. Среди других мировых лидеров и значимых фигур следующие люди выразили свой отношение к катастрофе:
- Король Бельгии Альберт II сказал, что его мысли «с жертвами и их семьями».
- Бельгийский премьер-министр Элио Ди Рупо на следующий день после катастрофы, когда он летел в Швейцарию с семьями погибших, сказал, что это был «абсолютно трагический день» для страны.
- Королева Нидерландов Беатрикс записала в твиттере, что ощущает «глубокое сострадание к жертвам и выжившим в происшествии».
- Президент России Дмитрий Медведев направил Альберту II телеграмму соболезнования, в которой передал слова «глубокого сочувствия и поддержки семьям погибших и пожелания скорейшего выздоровления пострадавшим»[6].

15 марта на поминальной службе в Ломмеле было зачитано послание от Папы Римского Бенедикта XVI, в котором он выразил свои соболезнования семьям погибших и дал им знать, что молится вместе с ними.
В Бельгии 16 марта 2012 был объявлен национальным днём траура по погибшим в аварии.

## Оценки
По оценкам ряда СМИ эта катастрофа является самой крупной в Швейцарии с 1982 года, когда 39 туристов из ФРГ погибли при столкновении поезда с их автобусом.